# Halikarnasszosz ostroma
Halikarnasszosz ostroma i. e. 334-ben történt, amikor III. Alexandrosz makedón király (népszerű nevén Nagy Sándor) megostromolta a Perzsa Birodalom kezén lévő Halikarnasszosz városát.

## Története
Amikor i. e. 334-ben Alexandrosz elindította a perzsák elleni hadjáratát, a kor legfejlettebb ostromgépeivel rendelkezett. Ezeket a gépeket apja, II. Philipposz, idején fejlesztették a makedónok ilyen magas színvonalúra. Alexandrosz granikoszi csatában aratott győzelme után Kis-Ázsiában megszűnt a perzsa ellenállás, így a görög sereg zavartalanul masírozhatott dél felé az Égei-tenger partján. Útjuk közben a városok egymás után adták meg magukat, miután a perzsa helyőrségek elmenekültek a hódító közeledtére. Alexandrosznak azonban kis flottája volt, amely a szárazföldi sereg nélkül hasznavehetetlen volt, így a perzsa hajóhadnak teljes volt az uralma a tenger felett. A perzsák Halikarnasszoszban alakították ki egyik fontos támaszpontjukat, ahova a görög sereg hamarosan megérkezett. A város három szárazföldi oldalát a széles várárkon kívül erős, tornyokkal megerősített falak védték, ahonnan íjászok és íjkatapultok tudták lőni nyilaikat a támadókra. A falakon belül még három hatalmas fellegvár is volt. A tenger felől könnyen megközelíthető volt, a perzsa flottát pedig semmi nem akadályozta, hogy biztosítani tudja az utánpótlást. A védelmet a rhodoszi Memnón szervezte meg Orontobatész káriai satrapával együtt, aminek áttörése Alexandrosz addigi legnagyobb katonai kihívását jelentette.
A hellének a figyelmüket a város északkeleti kiszögellésére összpontosították. Először feltöltötték a falakat övező védőárkokat, majd ostromtornyokat építettek, hogy a védőket torziós hajítógépekből kilőtt nyíl- és kőesővel űzzék el az erődítményekről. Eközben alul faltörő kosokkal igyekeztek ledönteni a falakat. A védők egyre elkeseredettebb kitörésekkel válaszoltak, és megpróbálták felgyújtani az ostromgépeket, a falakat pedig járulékos téglaépítménnyel erősítették. Az íjászok és a katapultok mindkét oldalon megállás nélkül tüzeltek, így mind a támadóknak, mind a védőknek védeniük kellett a fejeiket. A görögöknek rövidesen két bástyát és a köztük húzódó falat sikerült lerombolniuk, és a mögötte épített másodlagos, félhold alakú téglavédművön is sikerült már egy kisebb lyukat ütniük. Ekkor történt, hogy egy éjjel két ittas makedón katona egymaga próbálta áttörni a falat a sérült helyen, mire az őrök kitörtek, makedón társak pedig utánuk zúdultak, és nagyszabású harc alakult ki. A védőket végül sikerült visszaszorítani, azonban az íjászok nyílzápora arra kényszerítette Alexandroszt, hogy átmeneti tűzszünetet kérjen, amíg halottaikat összegyűjtik.
A tűzszünet után viszont folytatódott az ostrom, és mivel a hevenyészve épített téglavédmű nem állhatott sokáig ellen a makedón ostromgépezetnek, a védők egy utolsó nagy kitörésre szánták el magukat. Az ostromtornyok egy részét sikerült felgyújtani, a görög ellentámadás viszont visszaszorította a védőket a városba. Memnón és tisztjei, látva a helyzet reménytelenségét, úgy döntöttek, hogy visszavonulnak a falakról a két belső fellegvárba, amelyeket a tengerről könnyen el lehetett látni, maguk után pedig felgyújtották fegyverraktárakat és a falakra épült ellentornyokat. Alexandrosz lemondott a fellegvárak megostromlásáról, inkább felgyújtotta a várost, és egy kisebb helyőrséget hátrahagyva (3000 gyalogos és 200 lovas) kelet felé folytatta hadjáratát. Az ostrom nagyobb veszteségeket okozott a támadóknak, mint a védőknek, a város pedig még egy évig tartotta magát, csak i. e. 332 elején volt kénytelen feladni az ellenállást, addig a perzsák bázisa maradt.

## Lásd még
- Nagy Sándor
- Ostrom